# 吳期炤
吳期炤（1549年—？），字闇夫，號開源，浙江湖州府德清縣人，民籍，明朝政治人物。

## 生平
萬曆四年（1576年）丙子科浙江鄉試四十三名，萬曆十四年（1586年）丙戌科會試八十八名，登三甲第二百名進士。刑部观政，本年五月养病，十五年十月授任江西永丰县知县，宽猛兼济，尝捐赀修学宫及恩江桥，纂辑县志，历代典文，灿然大备。二十一年考选南京工部主事，二十七年京察降用，丁憂歸，卒。

## 家族
曾祖吳玉；祖父吳㠐；父吳同憙，曾任儒官。母凌氏。